# Jozef Kowal
Jozef Kowal (Kattowitz, 1913. március 20. – 1991. február 9.) lengyel nemzetközi labdarúgó-játékvezető.

## Pályafutása

### Nemzetközi játékvezetés
A Lengyel labdarúgó-szövetség Játékvezető Bizottsága (JB)  terjesztette fel nemzetközi játékvezetőnek, a Nemzetközi Labdarúgó-szövetség (FIFA) 1956-tól tartotta nyilván bírói keretében. Több nemzetek közötti válogatott és klubmérkőzést vezetett, vagy működő társának partbíróként segített. A lengyel nemzetközi játékvezetők rangsorában, a világbajnokság-Európa-bajnokság sorrendjében többedmagával a 12. helyet foglalja el 3 találkozó szolgálatával. Az aktív nemzetközi játékvezetéstől 1962-ben  búcsúzott. Válogatott mérkőzéseinek száma: 7.

#### Világbajnokság
A világbajnoki döntőhöz vezető úton Chilébe a VII., az 1962-es labdarúgó-világbajnokságra a FIFA JB bíróként alkalmazta.
| Időpont         | Helyszín               | Mérkőzés típusa           | Mérkőzés             | Eredmény | Nézők száma |
| --------------- | ---------------------- | ------------------------- | -------------------- | -------- | ----------- |
| 1961. július 1. | Lenin Stadion, Moszkva | előselejtező (5. csoport) | Szovjetunió–Norvégia | 5 : 2    | 102 000     |

#### Európa-bajnokság
Az európai-labdarúgó torna döntőjéhez vezető úton Franciaországba az I., az 1960-as labdarúgó-Európa-bajnokságra és Spanyolországba az II., az 1964-es labdarúgó-Európa-bajnokságra az UEFA JB játékvezetőként foglalkoztatta.

##### 1960-as labdarúgó-Európa-bajnokság
| Időpont              | Helyszín             | Mérkőzés típusa                  | Mérkőzés                 | Eredmény | Nézők száma |
| -------------------- | -------------------- | -------------------------------- | ------------------------ | -------- | ----------- |
| 1959. szeptember 27. | Népstadion, Budapest | egyik nyolcaddöntő (2. mérkőzés) | Magyarország–Szovjetunió | 0 : 1    | 90 000      |

##### 1964-es labdarúgó-Európa-bajnokság
| Időpont           | Helyszín             | Mérkőzés típusa            | Mérkőzés           | Eredmény | Nézők száma |
| ----------------- | -------------------- | -------------------------- | ------------------ | -------- | ----------- |
| 1962. november 7. | Népstadion, Budapest | előselejtező (1. mérkőzés) | Magyarország–Wales | 3 : 1    | 40 000      |

#### Nemzetközi kupamérkőzések

##### Bajnokcsapatok Európa-kupája
| Időpont              | Helyszín             | Mérkőzés típusa            | Mérkőzés                   | Eredmény | Nézők száma |
| -------------------- | -------------------- | -------------------------- | -------------------------- | -------- | ----------- |
| 1960. szeptember 28. | JNA Stadion, Belgrád | előselejtező (1. mérkőzés) | FK Crvena zvezda–Újpest FC | 1 :      | 20 000      |